# Finn Stokkers
Finn Stokkers (Barendrecht, 18 aprile 1996) è un calciatore olandese, attaccante del Go Ahead Eagles.

## Caratteristiche tecniche
È un centravanti.

## Carriera
Cresciuto nelle giovanili dello Sparta Rotterdam, ha esordito in prima squadra il 26 ottobre 2013 in occasione del match vinto 7-1 contro il Den Bosch.

## Statistiche

### Presenze e reti nei club
Statistiche aggiornate al 5 maggio 2018.
| Stagione                | Squadra                 | Campionato              | Campionato | Campionato | Coppe nazionali | Coppe nazionali | Coppe nazionali | Coppe continentali | Coppe continentali | Coppe continentali | Altre coppe | Altre coppe | Altre coppe | Totale | Totale | Totale |
| Stagione                | Squadra                 | Comp                    | Pres       | Reti       | Comp            | Pres            | Reti            | Comp               | Pres               | Reti               | Comp        | Pres        | Reti        | Pres   | Reti   |        |
| ----------------------- | ----------------------- | ----------------------- | ---------- | ---------- | --------------- | --------------- | --------------- | ------------------ | ------------------ | ------------------ | ----------- | ----------- | ----------- | ------ | ------ | ------ |
| 2013-2014               | Sparta Rotterdam        | 1D                      | 8+6        | 3+2        | CO              | 1               | 0               |                    | -                  | -                  |             | -           | -           | 15     | 5      |        |
| 2014-2015               | Sparta Rotterdam        | 1D                      | 2          | 0          | CO              | 1               | 1               |                    | -                  | -                  |             | -           | -           | 3      | 1      |        |
| 2015-2016               | Sparta Rotterdam        | 1D                      | 28         | 3          | CO              | 1               | 0               |                    | -                  | -                  |             | -           | -           | 29     | 3      |        |
| 2016-2017               | Sparta Rotterdam        | ED                      | 5          | 0          | CO              | 3               | 1               |                    | -                  | -                  |             | -           | -           | 8      | 1      |        |
| Totale Sparta Rotterdam | Totale Sparta Rotterdam | Totale Sparta Rotterdam | 63         | 12         |                 | 6               | 2               |                    | -                  | -                  |             | -           | -           | 69     | 14     |        |
| 2016-2017               | Jong Sparta             | 2D                      | 14         | 4          |                 | -               | -               |                    | -                  | -                  |             | -           | -           | 14     | 4      |        |
| 2016-2017               | Fortuna Sittard         | 1D                      | 16         | 7          | CO              | 0               | 0               |                    | -                  | -                  |             | -           | -           | 16     | 7      |        |
| 2017-2018               | Fortuna Sittard         | 1D                      | 38         | 13         | CO              | 0               | 0               |                    | -                  | -                  |             | -           | -           | 38     | 13     |        |
| Totale carriera         | Totale carriera         | Totale carriera         | 117        | 32         |                 | 6               | 2               |                    | -                  | -                  |             | -           | -           | 123    | 34     |        |

## Palmarès

### Club

#### Competizioni nazionali
- Eerste Divisie: 1

Sparta Rotterdam: 2015-2016
- Coppa dei Paesi Bassi: 1

Go Ahead Eagles: 2024-2025